# Jamuaset (chaty de Ramsés IX)
Jaemuaset (El que aparece en Tebas) fue un antiguo chaty egipcio del Sur, gobernador de Tebas y posiblemente también sumo sacerdote de Ptah durante el reinado del faraón Ramsés IX de la dinastía XX.
Es sobre todo conocido por ser el chaty que ordenó y dirigió la investigación de los robos de tumbas reales que ocurrieron bajo Ramsés IX.

## Biografía
| N28 · D36 | Y1V | G17 | S40 | X1 · O49 |

| N28 · D36 | Y1V | G17 | S40 | X1 · O49 |

Jaemuaset fue el sucesor de Nebmarenajt en el año 14 de Ramsés IX. En el año 16 fue informado sobre algunas irregularidades en la necrópolis tebana y decidió iniciar una investigación que finalmente condujo al descubrimiento de varios ladrones de tumbas. Toda la historia se relata en el papiro Abbott, el papiro Amherst y los papiros Mayer. Sin embargo, en los papiros Mayer, ligeramente posteriores, el chaty fue nuevamente Nebmarenajt: parece que, por razones desconocidas para nosotros, Nebmarenajt fue restaurado durante el año 17 de Ramsés IX.
Además de los papiros Abbott y Amherst, ambos fechados en el año 16, se conoce a Jaemuaset por la parte superior de una estatua de granito que lo representa, ahora en el Museo de El Cairo (CG 42173 / JE 36650), y por algunos grafitis de Tebas occidental (números 110, 111 y 113).